# Русское радио
«Ру́сское ра́дио» — российская радиостанция, вещающая в некоторых странах СНГ и дальнего зарубежья как международная. Отличается от других станций трансляцией песен только на русском языке. Входит в «Русскую медиагруппу» и является её главным проектом.

## История
В Москве вещание «Русского радио» началось 2 августа 1995 года. Летом 1995 года оно осуществлялось в тестовом режиме (с 08:00 до 22:00 в эфире только музыка без джинглов, затухание между песнями от 5 до 20 секунд). С 1996 года в эфире «Русского радио» появилась реклама. Концовка каждого рекламного блока сопровождалась шутками Николая Фоменко (до 2009 года), Вадима Галыгина (2009—2012), Дмитрия Нагиева (с 20 декабря 2012 по 22 марта 2024 года) и Антона Юрьева (с 1 апреля 2024 года). В 1996 году «Русское радио» учредило народную музыкальную премию «Золотой граммофон», которая проходит в конце каждого года в ГКД (с 1996 по 2014 гг. и с 2017 по 2022 гг.), в СК «Олимпийский» (с 2015 по 2016 гг.), в «Крокус Сити холл» (в 2023 г.) и на «ВТБ Арене» (с 2024 г.) в Москве; аналогичная церемония проходит в Ледовом дворце в Санкт-Петербурге и в Минск-Арена в Минске. В 2006 году появился телевизионный аналог «Русского радио» — телеканал RU.TV. Первым программным директором радиостанции был Степан Строев, который проработал до 1999 года. В 2000 году Степан Строев перешёл на «Радио РДВ», вещавшее на соседней частоте 105,2 МГц, а вместо него программным директором был назначен Александр Карлов. С 2000 по 2003 год место программного директора занимал Александр Пряников, с 2003 по 2007 год — Марсель Гонсалес, с 2007 до 2015 год — Роман Емельянов, с 2016 по 2021 год — Олеся Волкова. В 2022 году место программного директора занял Владимир Борисов, который является им и по сей день. В 1996 году появился хит-парад «Русского радио» — программа «Русская горка», ведущим которого был Глеб Деев. В эфире звучали 12 лучших песен прошедшей недели. Программа выходила в эфир по субботам в 21:00. С 20 февраля 1999 года число песен в хит-параде увеличилось на 8, а программа стала длиться 2 часа. Изменилось и название программы — теперь она стала называться «Золотой граммофон». Программа выходила в эфир по субботам с 12:00 до 14:00. Первые выпуски программы вели Глеб Деев, Алексей Кортнев и Валдис Пельш. С 2000 года программу вёл Борис Кораблёв. Тогда же по пятницам в 19:00 стала выходить пародия на программу под названием «Золотой унитаз», которую вёл Андрей Чижов. После ухода Бориса Кораблёва в 2001 году он стал ведущим программы «Золотой граммофон». С 2002 года ведущим «Золотого граммофона» стал Александр Карлов. С 2005 по 2007 год хит-парад вели Алла Довлатова и Андрей Малахов, а также на некоторое время — Сергей Зверев. После ухода их сменил Роман Емельянов, иногда в отсутствия ним их вели Филипп Киркоров, Алексей Чумаков, Вадим Воронов и Алиса Селезнёва, Вадим Данилин и Белла Огурцова, Дмитрий Оленин. С 11 сентября 2015 года по 13 ноября 2015 года ведущим был Иван Суворов, который вёл исторические выпуски «Золотого граммофона». С 20 ноября 2015 года ведущей данного хит-парада является Алёна Бородина.
22 сентября 2010 года радиостанция попала в «Книгу рекордов Гиннесса» за проведение 52-часового шоу «Русские перцы» в режиме нон-стоп в составе: Вадим Воронов, Алиса Селезнёва, Сергей Мельников. С 2012 года на сайте радиостанции, кроме собственного эфира, появились тематические интернет-радиостанции «Русское кино», в которой звучат песни из советских и российских кинофильмов, и «Золотой граммофон» — песни обладателей народной премии за всю историю. Также у посетителей сайта появилась возможность создать своё «Русское радио». С декабря 2014 года эта услуга стала недоступна, на сайте появились дополнительные станции «Высоцкий», где звучат песни Владимира Высоцкого, «Русский рок», где можно услышать популярные российские рок-группы, «Русский шансон», адресованная поклонникам авторской и блатной музыки, «Хип-хоп» — для поклонников рэпа и хип-хопа, а также «Детский радиоканал» — специальное «Русское радио» для детей, где самые маленькие слушатели смогут услышать песни из детских мультфильмов и кинофильмов, а также сказки и музыкальные радиопостановки. С 2015 года место канала «Русский шансон» занял канал «Бессмертный полк», где можно послушать песни военных лет. Сказки теперь дети могут услышать на отдельном канале Русского радио, а на Детском канале звучит только музыка для детей. 26 июня 2014 года программный директор «Русского радио» Роман Емельянов сообщил о решении расторгнуть договор о поставке музыкального контента с «Русское радио — Украина», вещающей в 37 городах. Причиной стала проведённая станцией с 25 мая по 25 июня акция «Захисти армію — вона захистить тебе», в ходе которой 10 % от продажи рекламы (250 тысяч гривен) были направлены на покупку необходимых вещей для украинских военных из формирующегося батальона территориальной самообороны «Киевская Русь», которые примут участие в вооружённом конфликте на востоке страны. По версии московского медиаменеджера, эта акция может быть направлена именно против его станции «возможно, в связи с присутствием в названии слова „русское“», а само мероприятие «не столько украинских радиоведущих, сколько руководства „Русского радио на Украине“, а возможно, чья-то ещё». 3 апреля 2015 года радиостанция вновь попала в «Книгу рекордов Гиннесса» в номинации «самое длинное командное шоу на радио». «Русские перцы» провели в эфире 60 часов. Состав «перцев» на время рекорда изменился. Вместо Сергея Мельникова в эфире был Дмитрий Оленин. Программный директор «Русского радио» Роман Емельянов заявил, что замена ведущего была сделана по семейным обстоятельствам.
В 2015 году, на фоне покупки Владимиром Киселёвым акций «Русской медиагруппы», радиостанцию покинули Роман Емельянов и несколько ведущих, в том числе Вадим Воронов, Сергей Мельников, Алиса Селезнёва, Белла Огурцова, Кирилл Калинин и Вадим Данилин. Они перешли на новый (не зависимый от «Русской медиагруппы») радиопроект «Новое Радио». Программным директором «Русского радио» стала Олеся Волкова. Все эти увольнения и многочисленные скандалы с новыми назначениями, перестановками и отставками в руководстве «РМГ» весьма широко освещались в СМИ. Также, весьма заметным образом эфирное пространство «Русского радио», телеканалов «RU.TV» и «Муз ТВ» заполнили видеоклипы и песни продюсерских проектов Киселёва (таких как, Елена Север (его жена), ЮрКисс (сын), ВладиМир (сын), а также его собственные группы «Санкт-Петербург», «Земляне», «Русские», а характерной особенностью 20-летия премии «Золотой граммофон» было игнорирование данного мероприятия некоторыми знаковыми артистами заявленными на церемонии (такими как Григорий Лепс) и раздача призовых статуэток личным карманным проектам Киселёва, таким как всё тот же начинающий певец ЮрКисс, новая мальчиковая версия молодого состава группы «Земляне», новый состав группы «Русские» и некая группа «Бойкот» (последний коллектив также получил призовую статуэтку премии, тогда как песен этой группы вообще нет в ротации ни одной радиостанции FM-диапазона), что вызвало явное недоумение и негодование в среде музыкальной общественности и журналистов. Общее мнение по данному вопросу высказала журналист Екатерина Гордон:

— Мне смешно, чьи песни сейчас крутятся на этой радиостанции. У них такой семейный подряд. Елена Север — жена Владимира Киселёва, который пришёл на «Русское радио» после смещения прежнего руководства. ЮрКисс и ВладиМир — их сыновья. А Маша Вебер — жена правой руки Киселёва Сергея Бунина, возглавляющего у них совет директоров. Только у генерального директора Романа Саркисова жены нет. А так бы и она, наверное, крутилась. Над качеством репертуара этих жен и сыновей ржёт в голос весь шоу-бизнес. Просто никто не решается говорить об этом публично. Все побаиваются, что их не возьмут на «Русское радио» или уберут из эфира.
 В конце 2016 года, впервые за 21 год существования, «Русское радио» изменило свой логотип. 13 декабря 2017 года радиостанция открыла новую студию.
В феврале 2022 года было прекращено вещание «Русского радио — Украина». Начиная со смены владельца в 2015 году Русское радио начало планомерно терять аудиторию: в октябре 2015-го — марте 2016 года её ежедневная аудитория в крупных городах была почти 9 млн человек, в октябре 2020-го — марте 2021 года — 7 млн. В Москве ежедневная аудитория «Русского радио» с 2016 года сократилась на 14 %, до 900 тыс. слушателей в апреле—июне 2021 года, а в начале 2022 года «Русское радио — Азия, Казахстан» сменила джингл 50-й минуты часа.
6 августа 2025 года коллектив радиостанции награждён орденом Почёта за вклад в развитие средств массовой информации и многолетнюю плодотворную деятельность.

## Программы
Радиостанция транслирует как музыкальные композиции, так и программные шоу новостного и разговорного характера. На 2025 год на «Русском радио» выходят следующие программы:
- Утреннее шоу «Русские перцы», ведущие Антон Юрьев, Дима Морозов, Полина Жукова[18].
- Утреннее шоу выходного дня «Вкрутую! По-русски!», ведущие Миша Набоков, Андрей Макеев[19].
- Вечернее шоу «Вечер на Русском», ведущие Иван Соловьёв, Александр Пряников [20].
- «Золотой Граммофон», ведущая Алёна Бородина[21].
- «Русский старт», ведущий Максим Привалов[22].
- «Дембельский альбом», ведущая Анна Семенович[23].
- «Стол заказов»[24].
- «Иван да кухня. Вкусно на Русском», ведущий Иван Соловьёв[25].
- «Ближе к телу», ведущая Лена Журавлёва[26][27].
- «Вкусная жизнь», ведущая Лена Журавлёва[28].
- «Русские каникулы», ведущий Пётр Кузнецов[29].
- «Про автомобили на русском», ведущий Андрей Осипов[30].
- «Афиша», ведущий Пётр Кузнецов[31].
- «Новости на Русском»[32].
- «Деньги на бочку», ведущий Пётр Кузнецов[33].

В том числе команда радио запускает разные специальные проекты. В 2021 году стартовал проект «#ПоюЛюбимоеНаРусском» с призовым фондом в 1 миллион рублей. В 2023 и 2024 годах состоялась акция «СПОРТ.ЛЕТО.ГТО!», в рамках которой слушатели присылали видео с выполнением нормативов ГТО, победители сдавали нормы в Москве вместе с ведущими.

## Спутниковое вещание
Осуществляется спутниковое вещание в открытом виде для региональных партнёров. Вещание для частных абонентов осуществляется в системах спутникового телевидения — «Триколор ТВ» и «НТВ-Плюс».